# Barraba
Barraba – miasto w Australii, w stanie Nowa Południowa Walia.